# Покрајински парк Мидленд
Покрајински парк Мидленд је простор добро очуваних природних одлика хидрографије, педологије, геоморфолошки и геолошких карактеристика рељефа, у коме преовлађују природни екосистеми и фосилни трагови живота из праисторије. Парк се налази у непосредној билизини градића Драмхелер у кандаској провинцији Алберта.
У њему је откривена једна од највећих светских колекција диносауруса и других облика праисторијског живота на Земљи, са преко 150.000 примерака, која се и даље на овом простору и шире, обогаћује новим прикупљањима, чува и презентује туристима и љубитељима палеонтологије, у Тирелов краљевски музеј палеонтологије, изграђеном 1985 године у југоисточном делу парка.
Сваке године више од 400.000 посетилаца и 100 истраживача, из свих земаља света, посети овај парк природе, али и поред тога захваљујући доброј заштити у њему су промене екосистема сведене на минимум.

## Појам и статус покрајинског парка
Покрајински парк природе Мидленд је област земље, у власништву покрајине Алберта и државе Канаде, која се већим делом налази заштићена од људског утицаја. Овај парк је заштићена област Међународног удружења за заштиту природе - Категорија II.
Као појам, национални парк, се први пут дефинише на подручју Јелоустоуна у Сједињеним Америчким Државама, 1872. године на површини од 888.708 хектара.
На 10 Генералној Скупштини UICN (Међународна унија за очување природе), одржаној 1969. године у Њу Делхију, дата је дефиниција парка природе, у којој је наведено да је то:
| „ | Шире просторно подручје које представља један или више екосистема мало или никако измењен људском делатношћу или настањивањем, у коме се животињским и биљним врстама, геоморфолошким елементима и биљним и животињским стаништима даја посебан научни, образовни и рекреативни значај или у коме постоје природни пејзажи велике лепоте. | ” |

Паркови природе на свету могу се сврстати у најмање два типа: амерички и европски. Амерички тип националног парка, (у који спадају и Национални и покрајински паркови Канаде), формирани су у циљу туризма и рекреације грађана, за разлику од европског типа, који нпр. одговара парку Енгаден у Швајцарској, и више имају карактеристике резервата. У резерватима се живи свет потпуно слободно развија и живи, а само је заштићен од сваког утицаја човека.
Полазећи од наведених ставовова Покрајински парк Мидленд уписан је у УНЕСКО-ов списак места светске баштине у Америци 5. јун 1979. године, као научно-истраживачка, образовна, туристичка и рекреативна област у покрајини Алберта, заштићена од негативних утицаја људских делатности.

## Положај и пространство
Покрајински парк Мидленд, заједно са Тиреловим краљевским музејом палеонтологије у њему, једна је од Канадских туристичких атракција и центар палеонтолошког истраживања, налази се 6 km северозападно од Драмхелера, 280 km од Едмонтона североисточно од Калгарија, 138 km од Брукса, 264 km од Банафа, 251 km од Медисин Хата, у Канадској провинцији Алберта.
Музеј који се налази у средишњем делу Мидленда, богатом налазишту фосилних слојева из касне креде, чува бројне примерке са овог локалитета али и из других делова Алберта, нпр. из Бадландса, Провинцијског парка диносауруса итд.
Покрајинским парком Мидленд управљају Паркови Канаде, док Тиреловим краљевским музејом палеонтологије управља Министарства културе и туризма из провинције Алберта.

## Природне одлике
Бројна геолошка и палонтолошка налазишта на овом простору су из периода прекамбријума до креде и зато садрже важне информације о еволуцији Земље.
Подручје Покрајинског парка Мидленд једно је од најтоплијих и најсуших подрегија Алберте. Стални водотоци су релативно ретки, тако да је због исушивања и ерозије земљишта (која је трајала неколико милиона година), настале необично обликоване земљишне формације.

### Клима на простору парка
| Клима Драмхелера (норм. 1981—2010, екстр. 1923—данас) | Клима Драмхелера (норм. 1981—2010, екстр. 1923—данас) | Клима Драмхелера (норм. 1981—2010, екстр. 1923—данас) | Клима Драмхелера (норм. 1981—2010, екстр. 1923—данас) | Клима Драмхелера (норм. 1981—2010, екстр. 1923—данас) | Клима Драмхелера (норм. 1981—2010, екстр. 1923—данас) | Клима Драмхелера (норм. 1981—2010, екстр. 1923—данас) | Клима Драмхелера (норм. 1981—2010, екстр. 1923—данас) | Клима Драмхелера (норм. 1981—2010, екстр. 1923—данас) | Клима Драмхелера (норм. 1981—2010, екстр. 1923—данас) | Клима Драмхелера (норм. 1981—2010, екстр. 1923—данас) | Клима Драмхелера (норм. 1981—2010, екстр. 1923—данас) | Клима Драмхелера (норм. 1981—2010, екстр. 1923—данас) | Клима Драмхелера (норм. 1981—2010, екстр. 1923—данас) |
| Показатељ \ Месец                                     | .Јан.                                                 | .Феб.                                                 | .Мар.                                                 | .Апр.                                                 | .Мај.                                                 | .Јун.                                                 | .Јул.                                                 | .Авг.                                                 | .Сеп.                                                 | .Окт.                                                 | .Нов.                                                 | .Дец.                                                 | .Год.                                                 |
| ----------------------------------------------------- | ----------------------------------------------------- | ----------------------------------------------------- | ----------------------------------------------------- | ----------------------------------------------------- | ----------------------------------------------------- | ----------------------------------------------------- | ----------------------------------------------------- | ----------------------------------------------------- | ----------------------------------------------------- | ----------------------------------------------------- | ----------------------------------------------------- | ----------------------------------------------------- | ----------------------------------------------------- |
| Апсолутни максимум, °C (°F)                           | 15,5 (59,9)                                           | 18,0 (64,4)                                           | 28,0 (82,4)                                           | 33,9 (93)                                             | 37,0 (98,6)                                           | 39,4 (102,9)                                          | 40,6 (105,1)                                          | 38,1 (100,6)                                          | 37,2 (99)                                             | 33,3 (91,9)                                           | 23,9 (75)                                             | 17,3 (63,1)                                           | 40,6 (105,1)                                          |
| Максимум, °C (°F)                                     | −6,0 (21,2)                                           | −0,4 (31,3)                                           | 3,7 (38,7)                                            | 12,9 (55,2)                                           | 18,4 (65,1)                                           | 22,1 (71,8)                                           | 26,7 (80,1)                                           | 26,1 (79)                                             | 20,0 (68)                                             | 13,2 (55,8)                                           | 3,1 (37,6)                                            | −2,5 (27,5)                                           | 11,4 (52,5)                                           |
| Просек, °C (°F)                                       | −12,3 (9,9)                                           | −7,5 (18,5)                                           | −2,7 (27,1)                                           | 5,9 (42,6)                                            | 11,5 (52,7)                                           | 15,8 (60,4)                                           | 19,4 (66,9)                                           | 18,3 (64,9)                                           | 12,5 (54,5)                                           | 5,9 (42,6)                                            | −3,0 (26,6)                                           | −8,8 (16,2)                                           | 4,5 (40,1)                                            |
| Минимум, °C (°F)                                      | −18,6 (−1,5)                                          | −14,6 (5,7)                                           | −9,2 (15,4)                                           | −1,1 (30)                                             | 4,5 (40,1)                                            | 9,4 (48,9)                                            | 12,0 (53,6)                                           | 10,4 (50,7)                                           | 4,9 (40,8)                                            | −1,4 (29,5)                                           | −9,1 (15,6)                                           | −15,1 (4,8)                                           | −2,3 (27,9)                                           |
| Апсолутни минимум, °C (°F)                            | −43,9 (−47)                                           | −41,4 (−42,5)                                         | −37,8 (−36)                                           | −26,7 (−16,1)                                         | −9,4 (15,1)                                           | −2,8 (27)                                             | −2,8 (27)                                             | −6,7 (19,9)                                           | −11,7 (10,9)                                          | −22,5 (−8,5)                                          | −35,1 (−31,2)                                         | −42,8 (−45)                                           | −43,9 (−47)                                           |
| Количина падавина, mm (in)                            | 12,3 (0,484)                                          | 10,2 (0,402)                                          | 15,0 (0,591)                                          | 25,7 (1,012)                                          | 47,7 (1,878)                                          | 69,3 (2,728)                                          | 64,4 (2,535)                                          | 51,4 (2,024)                                          | 41,2 (1,622)                                          | 13,4 (0,528)                                          | 11,2 (0,441)                                          | 10,4 (0,409)                                          | 372,1 (14,65)                                         |
| Количина кише, mm (in)                                | 0,0 (0)                                               | 0,1 (0,004)                                           | 1,5 (0,059)                                           | 20,5 (0,807)                                          | 43,6 (1,717)                                          | 69,3 (2,728)                                          | 64,4 (2,535)                                          | 51,0 (2,008)                                          | 40,5 (1,594)                                          | 9,7 (0,382)                                           | 1,1 (0,043)                                           | 0,0 (0)                                               | 301,7 (11,878)                                        |
| Количина снега, cm (in)                               | 12,2 (4,8)                                            | 10,1 (3,98)                                           | 13,5 (5,31)                                           | 5,2 (2,05)                                            | 4,0 (1,57)                                            | 0,0 (0)                                               | 0,0 (0)                                               | 0,4 (0,16)                                            | 0,7 (0,28)                                            | 3,8 (1,5)                                             | 10,1 (3,98)                                           | 10,4 (4,09)                                           | 70,5 (27,76)                                          |
| Извор #1: Environment Canada                          |                                                       |                                                       |                                                       |                                                       |                                                       |                                                       |                                                       |                                                       |                                                       |                                                       |                                                       |                                                       |                                                       |
| Извор #2: Weatherbase                                 |                                                       |                                                       |                                                       |                                                       |                                                       |                                                       |                                                       |                                                       |                                                       |                                                       |                                                       |                                                       |                                                       |

## Научни кампови
Камп за волонтере - геологе и истраживаче
У организацији Тиреловог краљевског музеја палонтологије и уз одобрења Министарства за заштиту животне средине и одрживи развој Алберте, овај парк се користи за организовање научних кампова, у којима се спроводи одговорајућа настава и обука у области очувања животне средине и мера заштита овог јединственог и прекрасног крајолика.
Боравећи у логорским условима у кампу под називом (енгл. Encana Badlands Science Camр) волонтери могу стећи основна знања из геологије, истраживања фосила диносауруса, и тиме својим учешћем допринети текућим истраживања Музеја палаеонтологе, кроз специјализоване практичне научне пројекате.
Сваки од ових кампова је такође осмишљен да задовољи интересовање, очекивања и способности деце узраста од 9-12 и 13-16 година без родитеља, за боравак у „помало мистичним условима” који владају на овом простору Алберте.
Камп за туристе
Боравком и спавањем у покрајинском парку, туристи стичу могућност да по први пут у свом животу „осете укус” праве палеонтологије. А боравком у тзв. породичним камповима (енгл. Citizen Science Family Camp), родитељима је омогућено да деле свој доживљаје о древној Алберти заједно са својом децом.